# Zeugma elegans
Zeugma elegans är en insektsart som beskrevs av Frederick Arthur Godfrey Muir 1926. Zeugma elegans ingår i släktet Zeugma och familjen Derbidae. Inga underarter finns listade i Catalogue of Life.